# Juan Nicolasora Nilmar
Juan Nicolasora Nilmar (Miagao, 24 augustus 1916 - 18 oktober 2007) was een Filipijns geestelijke en bisschop van de Rooms-Katholieke Kerk.
Nilmar werd op 29 juni 1942, Hoogfeest van Petrus en Paulus, priester gewijd. Hij werkte als vicaris-generaal voor het aartsbisdom Jaro. Voor dit aartsdiocees werd hij op 20 februari 1959 door de heilige paus Johannes XXIII benoemd tot hulpbisschop. Tegelijkertijd werd hij titulair bisschop van Zapara.
De zalige paus Paulus VI benoemde hem in 1967 tot coadjutor van Davao en drie jaar daarna tot hulpbisschop van Tagbilaran. In 1976 werd hij ten slotte benoemd tot residerend bisschop van Kalibo hetgeen hij tot zijn emeritaat in 1992 zou blijven.
Bisschop Nilmar nam deel aan het Tweede Vaticaans Concilie. Hij was medeconsecrator bij de bisschopswijding van de latere kardinaal Jaime Sin.